# Kelvin Kiptum
Kelvin Kiptum (2. prosince 1999 – 11. února 2024) byl elitní keňský vytrvalec, v současnosti stále světový rekordman v maratonském běhu časem 2:00:35 hodiny. Ten vytvořil v roce 2023 v Chicagu a zároveň v té době držel tři ze sedmi nejrychlejších maratonských časů v atletické historii. Kiptum však tragicky zemřel ve svých 24 letech při automobilové nehodě v domovské Keni (nedaleko města Kaptagat) dne 11. února 2024 spolu se svým trenérem.

## Osobní rekordy
- Půlmaraton 58:42 hod. (Valencie, 2020)
- Maraton 2:00:35 hod. (SR Chicago, 2023)